# Pseudogeniates intermedius
Pseudogeniates intermedius är en skalbaggsart som beskrevs av Ohaus 1914. Pseudogeniates intermedius ingår i släktet Pseudogeniates och familjen Rutelidae. Inga underarter finns listade i Catalogue of Life.